# NGC 4274
NGC 4274 est une galaxie spirale barrée relativement rapprochée et située dans la constellation de la Chevelure de Bérénice. NGC 4274 a été découverte par l'astronome germano-britannique William Herschel en 1785.

## Caractéristiques
La classe de luminosité de NGC 4274 est I-II et elle présente une large raie HI. De plus, c'est une galaxie LINER, c'est-à-dire une galaxie dont le noyau présente un spectre d'émission caractérisé par de larges raies d'atomes faiblement ionisés.

### Distance
Sa vitesse par rapport au fond diffus cosmologique est de 1 214 ± 21 km/s, ce qui correspond à une distance de Hubble de 17,90 ± 1,29 Mpc (∼58,4 millions d'al).
À ce jour, neuf mesures non basées sur le décalage vers le rouge (redshift) donnent une distance de 13,911 ± 4,286 Mpc (∼45,4 millions d'al), ce qui est à l'intérieur des valeurs de la distance de Hubble. Cependant, cette galaxie est relativement rapprochée du Groupe local et les mesures indépendantes sont souvent assez différentes des distances de Hubble pour les galaxies rapprochées en raison de leur mouvement propre dans le groupe où l'amas où elles sont situées. Notons que c'est avec les mesures des valeurs indépendantes, lorsqu'elles existent, que la base de données NASA/IPAC calcule le diamètre d'une galaxie.

## Morphologie

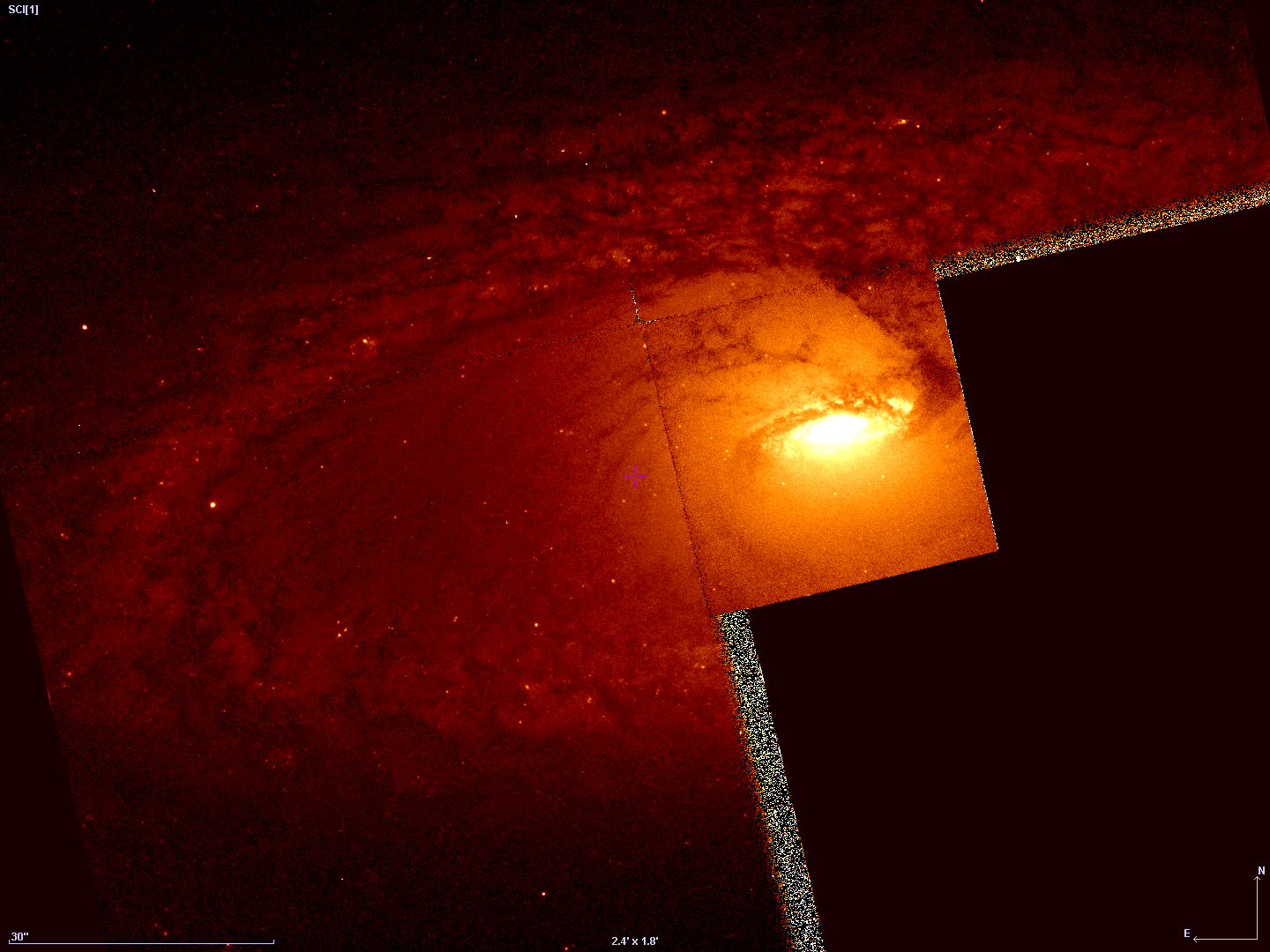
NGC 4274 par le télescope spatial Hubble.

NGC 4274 a été utilisée par Gérard de Vaucouleurs comme une galaxie de type morphologique (R')SB(r)ab dans son atlas des galaxies,.

### Un disque entourant le noyau
Grâce aux observations du télescope spatial Hubble, on a détecté un disque de formation d'étoiles autour du noyau de NGC 4274. La taille de son demi-grand axe est égale à 680 pc (~2220 années-lumière).

## Supernova
La supernova SN 1999ev a été découverte dans NGC 4274 le 7 novembre 1999 par l'astronome amateur britannique Tom Boles. Cette supernova était de type II.  

## Groupe de NGC 4274  et de NGC 4725
NGC 4274 est le membre le plus brillant d'un groupe de galaxies qui portent son nom. Le groupe de NGC 4274 compte au moins 19 membres. Les autres membres du New General Catalogue du groupe sont NGC 4020, NGC 4062, NGC 4136, NGC 4173, NGC 4203, NGC 4245, NGC 4251, NGC 4278, NGC 4283, NGC 4310, NGC 4314, NGC 4359, NGC 4414, NGC 4509 et NGC 4525.
D'autre part, sept des galaxies de ce groupe (NGC 4245, NGC 4251, NGC 4274, NGC 4278, NGC 4283, NGC 4310 et NGC 4314) font partie d'une autre groupe décrit dans un article publié en 1998 par Abraham Mahtessian. Il s'agit du groupe de NGC 4725, la galaxie la plus brillante de ce groupe qui compte 16 membres. Certaines galaxies du groupe de NGC 4725 font partie d'autres groupes décrits dans l'article de Garcia. Les frontières entre les groupes ne sont pas clairement établies et dépendent des critères de proximité utilisés par les auteurs.